# Dore (South Yorkshire)
Dore – osada w Anglii, w South Yorkshire, w dystrykcie Sheffield. Leży 7,9 km od miasta Sheffield, 76,6 km od miasta York i 224,4 km od Londynu. W 1931 roku civil parish liczyła 2684 mieszkańców.